# Kokutai

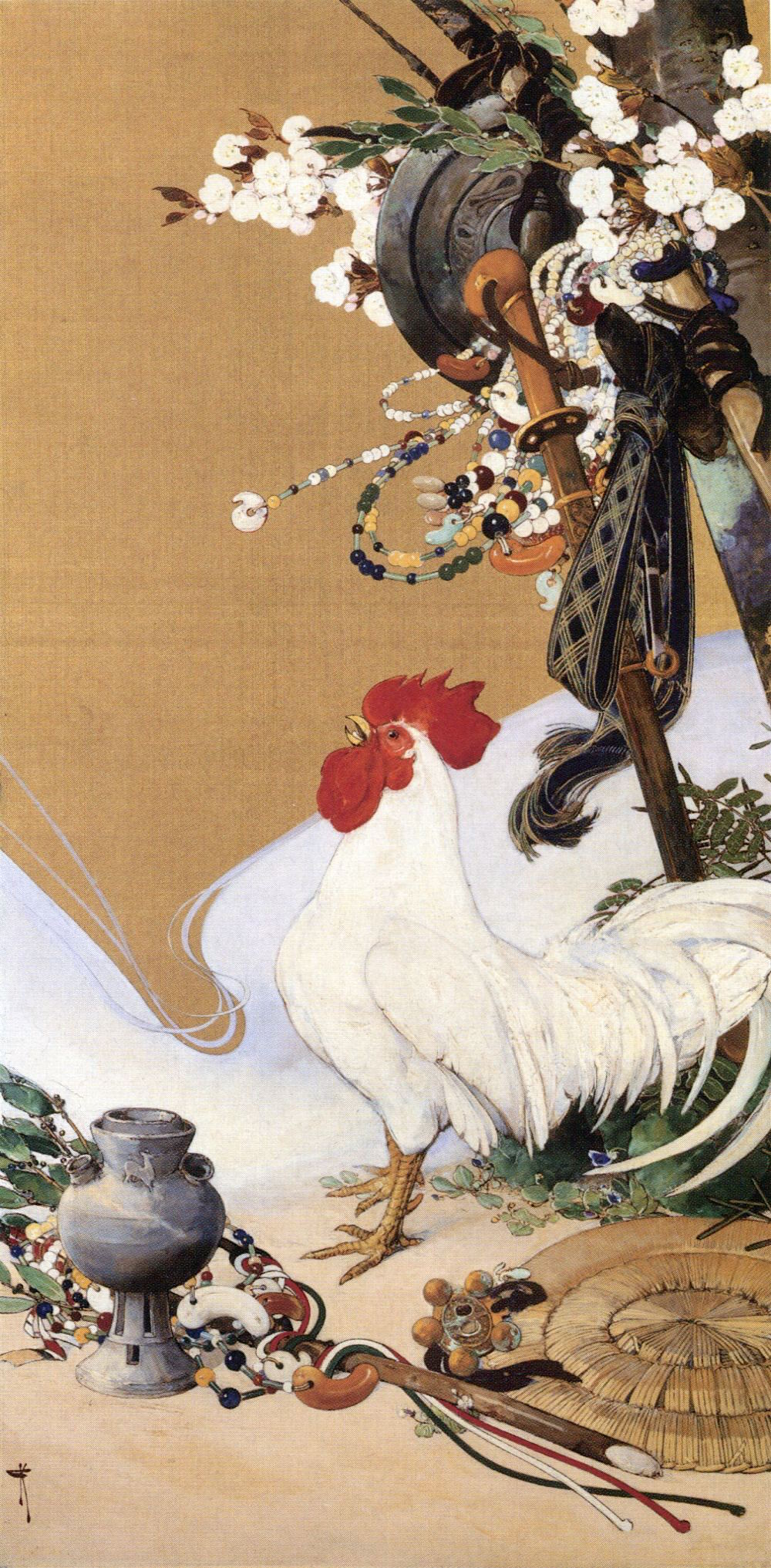
Si pensa all'essenza nazionalistica del kokutai come l'unicità del sistema politico giapponese in quanto derivante da un capo di origine divina.

Kokutai (国体? "corpo nazionale/struttura dello stato") è un concetto della lingua giapponese traducibile come "sistema di governo", "sovranità", "identità, essenza e carattere nazionale", "politica nazionale; corpo politico; entità nazionale"; "base per la sovranità dell'imperatore; costituzione giapponese".

## Etimologia
Kokutai ebbe origine come prestito linguistico sino-giapponese dal cinese guoti (國體T, guótǐP; "sistema politico dello stato; struttura governativa nazionale"). La parola composta giapponese unisce koku < guo (國/国 "paese; nazione; provincia; terra") e tai < ti (體/体 "corpo; sostanza; oggetto; struttura; forma; stile"). Secondo l'Hanyu Da Cidian, gli usi più antichi di guoti si ritrovano in due testi classici cinesi. Il Guliang zhuan del II secolo a.C. (榖梁傳T, lett. "Commentario di Guliang") agli Annali delle primavere e degli autunni glossa dafu (大夫T, lett. "alto ministro; funzionario anziano") come guoti, che significa metaforicamente "incarnazione del paese". La storia dell'imperatore Han Chengdi nel Libro degli Han del I secolo d.C. usa guoti per significare "leggi e governo" dei funzionari confuciani.

## Prima del 1868
Le origini storiche del kokutai risalgono ai periodi anteriori al 1868, in particolare il periodo Edo governato dallo shogunato Tokugawa (1603–1868).
Aizawa Seishisai (会沢正志斎, 1782–1863) fu un'autorità sul neoconfucianesimo e il capo del Mitogaku (水戸学 "Scuola di Mito") che sosteneva la restaurazione diretta della Famiglia imperiale del Giappone. Egli rese popolare la parola kokutai nelle sue Shinron (新論 "Nuove tesi"), che introdussero anche il termine Sonnō jōi ("venerare l'Imperatore, espellere i barbari").
Aizawa sviluppò le sue idee del kokutai usando le argomentazioni accademiche di Motoori Norinaga (1730–1801) che i miti nazionali giapponesi nel Kojiki e nel Nihon Shoki erano fatti storici e credeva che l'imperatore fosse disceso direttamente dalla dea del sole Amaterasu-ōmikami. Aizawa idealizzava questo antico Giappone governato divinamente come una forma di saisei itchi (祭政一致 "unità di religione e governo") o teocrazia. Per i primi studiosi neoconfuciani giapponesi, dice il linguista Roy Andrew Miller (1982:93), "il kokutai significava qualcosa di ancora piuttosto vago e mal definito. Era più o meno il 'corpo della nazione' o la 'struttura nazionale' giapponese".

## Dal 1868 al 1945

### Dal 1868 al 1890
Katō Hiroyuki (1836–1916) e Fukuzawa Yukichi (1835–1901) furono studiosi del periodo Meiji che analizzarono il dominio della civiltà occidentale ed esortarono la nazione giapponese al progresso.
Nel 1874, Katō scrisse il Kokutai Shinron (国体新論 "Nuova teoria del corpo/struttura nazionale"), che criticava le tradizionali teorie del governo cinesi e giapponesi e, adottando le teorie occidentali dei diritti naturali, propose una monarchia costituzionale per il Giappone. Egli contrappose kokutai e seitai (政体 "corpo/struttura di governo"). Brownlee spiega:
Fukuzawa Yukichi fu un influente autore/traduttore per l'ambasciata giapponese negli Stati Uniti (1860). Il suo Bunmeiron no Gairyaku (文明論の概略 "An Outline of a Theory of Civilization") del 1875 contraddiceva le idee tradizionali sul kokutai. Egli faceva notare che questo concetto non era unico del Giappone e che ogni nazionale si poteva dire che avesse un kokutai "sovranità nazionale". Benché Fukuzawa rispettasse l'imperatore del Giappone, credeva che il kokutai non dipendesse dai miti della discendenza ininterrotta da Amaterasu.

### Costituzione Meiji
La Costituzione dell'Impero del Giappone del 1889 creò una forma di monarchia costituzionale con l'imperatore sovrano come kokutai e gli organi di governo come  seitai. L'articolo 4 dichiara che "l'Imperatore è il capo dell'Impero, combinando in sé i diritti di sovranità", riunendo i rami esecutivo, legislativo e giudiziario, sebbene soggetto al "consenso della Dieta". Questo sistema utilizzava una dorma democratica, ma in pratica era più vicino a una monarchia assoluta. La giurista Josefa López nota che sotto la Costituzione Meiji kokutai acquistò un significato supplementare.
Questo derivava dal rifiuto da parte di Itō Hirobumi di alcune nozioni europee come inappropriate per il Giappone, poiché derivavano dalla pratica costituzionale europea e dal Cristianesimo. I riferimenti al kokutai erano la giustificazione dell'autorità dell'imperatore attraverso la sua discendenza divina e la linea ininterrotta degli imperatori, e della relazione unica tra suddito e sovrano. All'elemento "stato-famiglia" era data molta importanza dalla filosofia politica. Molti conservatori sostenevano questi principi in quanto centrali per il Nihon shugi (Nihon gunkoku shugi, militarismo giapponese), il "giapponismo", come alternativa alla rapida occidentalizzazione.

### Democrazia Taishō
Dalla rivoluzione Xinhai alla promulgazione delle Leggi di preservazione della pace (1911–1925), si manifestò la "democrazia Taishō", il più importante movimento per la democrazia anteriore alla prima guerra mondiale. Durante la democrazia Taishō, il teorico politico Sakuzō Yoshino (1878–1933) rifiutò la democrazia occidentale minshu shugi (民主主義 letteralmente "principio del governo del popolo") e propose un compromesso sulla democrazia imperiale minpon shugi (民本主義 "principio basato sul popolo"). Tuttavia, mentre si sviluppava il nazionalismo giapponese, si posero le questioni se l'imperatore kokutai poteva essere limitato dal governo seitai.
Le Leggi di preservazione della pace del 1925 proibirono sia la formazione che l'appartenenza a qualsiasi organizzazione che proponesse di modificare il kokutai o l'abolizione della proprietà privata, criminalizzando di fatto il socialismo, il comunismo, il repubblicanesimo, la democrazia e altre ideologie anti-Tenno. La Tokkō ("Polizia Speciale Superiore") fu fondata come una sorta di Polizia del Pensiero per indagare sui gruppi politici che potevano minacciare l'ordine sociale del Giappone centrato sul Tenno.

### Sotto le Leggi di preservazione della pace
Tatsukichi Minobe (1873–1948), un professore emerito di diritto all'Università imperiale di Tokyo, teorizzò che in base alla Costituzione Meiji, l'imperatore  era un organo dello Stato e non un potere sacro al di là dello Stato. Questo fu considerato un delitto di lesa maestà. Minobe fu nominato alla Camera dei pari nel 1932, ma fu costretto a dimettersi dopo un tentativo di assassinio e veementi critiche che l'accusavano di slealtà all'imperatore.
Grandi sforzi furono fatti per fomentare uno "spirito giapponese" anche nella cultura, come nella promozione della "Canzone del giovane Giappone".
Nello spirito di una competizione per un milione -

Pronti come la miriade di fiori di ciliegio a spargersi

Nel cielo di primavera della restaurazione Shōwa.»
I dibattiti nazionali sul kokutai condussero il Primo ministro, il principe Fumimaro Konoe, a nominare un comitato dei principali professori del Giappone per deliberare sulla materia. Nel  1937, pubblicarono il Kokutai no Hongi (国体の本義, "Principi cardinali sul corpo/struttura nazionale"; vedi Gauntlett e Hall 1949, per una versione italiana vedi Ramaioli 2021). Miller dà questa descrizione.
Esso affermava chiaramente il suo scopo: sconfiggere i disordini sociali e sviluppare un nuovo Giappone. Da questo opuscolo, gli allievi apprendevano a mettere la nazione davanti a sé, e che essi erano parte dello Stato e non separati da esso. Esso li istruiva anche nel principio dell'hakkō ichiu, che sarebbe stato usato per giustificare l'imperialismo.
Brownlee conclude che dopo la proclamazione del Kokutai no Hongi:
Il Ministero dell'educazione lo promulgò in tutto il sistema scolastico.
Entro il 1937, la "purificazione delle elezioni", originariamente mirante alla corruzione, richiese che nessun candidato incitasse la gente all'opposizione o all'esercito o alla burocrazia. Questo era richiesto perché gli elettori erano tenuti a sostenere il dominio imperiale.
Alcune obiezioni alla fondazione della Taisei Yokusankai, o Associazione per il sostegno dell'Autorità Imperiale giunsero con il pretesto il kokutai richiedeva già a tutti i sudditi di sostenere il dominio imperiale.
Per i capi della "cricca fascista-nazionalista", scrive Miller (1982:93), il "kokutai era diventato un termine conveniente per indicare tutti i modi in cui essi credevano che la nazione giapponese, come entità politica nonché razziale, fosse al tempo stesso diversa da e superiore a tutte le altre nazioni della terra".
Questo termine, e ciò che significava, furono ampiamente inculcati nella propaganda. Le ultime lettere dei piloti kamikaze esprimevano, soprattutto, che le loro motivazioni erano la gratitudine verso il Giappone e il suo imperatore come l'incarnazione del kokutai. Un marinaio poteva dare la sua vita per salvare l'immagine dell'imperatore su un sottomarino.
Durante la Seconda guerra mondiale, gli intellettuali partecipanti a una conferenza dedicata alla necessità di World War II, intellectuals at an "superare la modernità" proclamarono che anteriormente alla restaurazione Meiji, il Giappone era stato una società senza classi sotto un imperatore benevolo, ma la restaurazione aveva precipitato la nazione nel materialismo occidentale (un argomento che ignorava il mercantilismo e la cultura spinta dell'era Tokugawa), che aveva portato la gente a dimenticare la sua natura, ciò che la guerra le avrebbe permesso di recuperare.
I sindacati "giapponisti" si sforzarono di ottenere il sostegno ripudiando la violenza e chiedendo sostegno per la nazione e l'imperatore. Nondimeno, a causa della sfiducia verso i sindacati in tale unità, i giapponesi passarono a sostituirli con dei "consigli" in ogni fabbrica, che contenevano sia rappresentanti della direzione che dei lavoratori per prevenire il conflitto. Come i consigli nazisti che stavano copiando, questo faceva parte di un programma per creare un'unità nazionale senza classi.
Poiché molte religioni avevano figure che distraevano dall'imperatore centrale, esse furono attaccate, come la setta Oomoto condannata per adorare figure diverse da Amaterasu, e nel 1939, l'organizzazione religiosa autorizzò l'interdizione di qualsiasi religione che non si conformasse alla Via imperiale, che le autorità utilizzarono prontamente.
Hirohito evocò il kokutai nel suo discorso radiofonico, che annunciò l'accettazione giapponese della Dichiarazione di Potsdam (resa incondizionata).

## Dopo il 1945
Dopo la resa del Giappone nel 1945, l'importanza del kokutai diminuì. Nell'autunno del 1945, il Comandante supremo delle forze alleate proibì la circolazione del Kokutai no Hongi e abrogò le Leggi di preservazione della pace (15 ottobre 1945). Con la promulgazione della Costituzione dello Stato del Giappone (3 maggio 1947), la sovranità del Tenno e il delitto di lesa maestà furono abrogati.
Nondimeno, alcuni autori, incluso Miller (1982:95), ritengono che tracce del kokutai giapponese "sia alquanto vive oggi come nel passato".
Nel XXI secolo, i nazionalisti giapponesi, come quelli affiliati al gruppo Nippon Kaigi, hanno cominciato a usare l'espressione "kunigara" (国柄).